# 이상호 (정치인)
이상호(李相護, 1965년 10월 17일 ~ )는 대한민국의 정치인이다.

## 학력
- 부산동고등학교 졸업
- 서울디지털대학교 학사
- 가천대학교 사회정책대학원 사회과학 석사

## 정치 경력
원래는 양말 도매업을 했고, 30대 초반에 고졸로서 수십억원의 재산을 모았을 정도로 자수성가한 사업가였으나, 우연히 노사모 사이트에 들어간 것을 시작으로 열성적으로 노무현 대통령을 지지하고 정치에 참여하게 되었다고 한다. 2002년 대한민국 제16대 대통령 선거 당시 이상호는 노무현 전 대통령의 상징인 노란손수건을 기획했고 '돈 안드는 선거 문화'를 만들고 노무현 대통령 당선을 위해 희망돼지저금통을 들고 전국 뛰어다니면서 한순간에 유명세를 탔다. 다만 당시 정당이 아닌 개인에게 정치 후원금을 모아주는 것이 금지되던 상황에서 희망돼지저금통을 기획하면서 선거법 위반으로 처벌을 받기도 했다. 사업을 하면서 터득한 네트워크 및 마케팅 기법을 정치에 접목하면서 2002년 새천년민주당 대통령 후보 경선에서 노무현 돌풍을 일으킨 주역이 된다. 노사모의 상징이었던 노란손수건을 기획하고, 춤과 노래가 어우러지는 축제분위기의 경선을 주도하면서 노사모 열풍이 사회현상이 되고 노무현 후보가 새천년민주당의 대선후보로 선출되는데 일등공신의 역할을 하게 된다. 그리고 정치인의 선거자금을 지지자들이 십시일반으로 모으는 정치자금 모금운동을 기획하고 전국을 돌며 노무현 지지자들에게 돼지저금통을 분양하고 다시 수거하는 희망돼지 모금운동을 펼치면서 노무현의 지지율을 반등시켜 정몽준과의 후보단일화에서 역전극을 만들어내기도 했다. 2002년의 기적같은 노무현의 승리를 주도한 인물이며, 당시 정치계에서는 '선거의 귀재', '최고의 전략가'라는 수식이 붙었다.
열린우리당에서는 전국청년위원회 위원장을 지냈다. 노무현 지지자 그룹인 국민의힘 공동대표와 1219국민참여연대(국참연)에서 집행위원장을 맡고 명계남, 문성근, 정청래 등과 열성적으로 활동하였으나, 2006~7년 당시 열린우리당 내에서 국참연이 정동영계로 분류되었기 때문에, 유시민등이 중심이 된 친노그룹 참여정치연구회(참정연)과의 당내 갈등의 중심에 서 있었던 인물이기도 하다. 2007년 대한민국 제17대 대통령 선거 때는 대통합민주신당에서 정동영을 지지하였으며, 대통령 후보 경선에서 이해찬, 유시민을 물리치고 정동영을 승리로 이끌면서 대통령 후보 경선에서 박스떼기에 관련되기도 했지만 이해찬, 유시민을 물리치고 정동영을 대선후보로 추대하여 정동영을 차기 대통령으로 밀면서 다시 '킹메이커'로서의 위세를 떨쳤다. 정동영을 대선 후보로 옹립한 이상호는 2회 연속으로 대한민국 대통령을 옹립하는 전무후무한 기록을 세울 뻔했지만, 정작 정동영은 이회창과 이명박이 동시에 출마한 17대 대선의 상황에서도 이명박에게 무려 500만표차의 패배를 당해 정권을 내주고 말았다.
이후 한동안 활동이 뜸하다가 2011년 민주당 전국청년위원회 위원장을 지냈다. 이후 이재명계로도 활동하였다. 2012년 제19대 국회의원 선거에서는 민주통합당의 경기도 성남시 수정구에 공천을 신청했으나 전직 의원 김태년에게 밀려 탈락했다. . 2011년 민주당 전국청년위원회 위원장을 지냈다. 이후 이재명계로도 활동하였다. 2012년 제19대 국회의원 선거에서는 민주통합당의 경기도 성남시 수정구에 공천을 신청했으나 탈락했다.
2016년 대한민국 제20대 국회의원 선거 당시엔 문재인 대통령과 인연을 맺어 부산광역시에 출마한 최인호, 김영춘, 전재수, 김해영, 박재호 5명과 경상남도에 출마한 김경수, 송인배 2명 후보들의 선거 기획에 참여하여 송인배 후보를 제외한 나머지 6명을 모두 당선시키는 공을 세웠다. 결과가 나오자 문재인 대통령이 직접 전화를 걸어 "미키씨, 미키씨, 퍼펙트, 퍼펙트"라는 칭찬을 받았다고 한다. 이를 통해 문재인 대통령의 선거까지 함께 했다. 이후 2020년 대한민국 제21대 국회의원 선거 때 부산광역시 사하구 을에 출마하여 현역 의원인 미래통합당 조경태 후보와 맞붙었으나 38.78% : 58.79%로 20% 차로 대패하고 말았다. 해운대구 갑에 출마한 유영민 후보와 이상호 후보 단 두 사람만 이번 총선 때 부산에서 유이하게 득표율 40%를 못 넘긴 후보가 되었다.

## 논란

### 낙하산 인사 논란
2017년 12월 22일, 전문건설공제조합 신임 감사에 선출됐는데 건설이나 공제 업무 쪽 경험이 없는 인물이어서 낙하산 인사 논란이 일었다. 이 감사는 26일 국민일보와의 통화에서 “감사 업무라는 게 기본적으로 관련 규정을 잘 지키는지 보는 것”이라며 “그 정도는 다 할 수 있지 않느냐”고 말했다. 자격에 문제가 없다는 설명이다. 그는 “지금까지 노사모 이후 17년간 활동하면서 여러 자리 제안을 받고 줄곧 거절해 왔지만 이번에는 주변 사람들이 미안했는지 ‘뭐라도 하라’고 했다”고 말했다. 이 감사는 추천 경위에 대해 “공식적으로는 조합 운영위원회의 추천이 있었다”며 “아무래도 여기저기서 추천해 된 게 아니겠느냐”고 말했다. 다만 자세한 추천 경위는 함구했다. 이 감사는 “저와 관련된 내용을 제가 직접 말하기는 불편하다”고 했다. ‘청와대와 사전 교감이 있었느냐’는 질문에도 답을 피했다.

### 전과 논란
음주운전과 공직선거법 위반으로 각각 2회씩 도합 전과 7범을 기록하여 논란이 일었다. 특히 대한민국 제20대 국회의원 선거 직전에 음주운전자를 강력 처벌하는 이른바 '윤창호법'이 통과되었기에 더더욱 논란이 되었다.

## 선거 이력
| 실시년도 | 선거   | 대수 | 직책     | 선거구         | 정당         | 득표수    | 득표율          | 순위 | 당락 | 비고 |
| -------- | ------ | ---- | -------- | -------------- | ------------ | --------- | --------------- | ---- | ---- | ---- |
| 2020년   | 총선   | 21대 | 국회의원 | 부산 사하구 을 | 더불어민주당 | 38,944 표 | \| \| 38.78% \| | 2위  | 낙선 |      |
|          | 38.78% |      |          |                |              |           |                 |      |      |      |